# فینال جام جهانی فوتبال ۱۹۷۸
فینال جام جهانی فوتبال ۱۹۷۸، رقابت پایانی جام جهانی فوتبال ۱۹۷۸ است که مابین تیم ملی فوتبال آرژانتین و تیم ملی فوتبال هلند در ورزشگاه مونومنتال آنتونیو وسپوکیو لیبرتی، بوئنوس آیرس برگزار شده‌است.
این مسابقه که در تاریخ ۲۵ ژوئن ۱۹۷۸ انجام شده‌است٬ در وقت اضافه با نتیجه ۳ بر ۱ به سود تیم ملی فوتبال آرژانتین به پایان رسید.